# Håkan Eriksson (civilingenjör)
Håkan Eriksson, född 1961, är en svensk civilingenjör som har varit teknisk direktör vid telekomföretaget Ericsson. 
Eriksson efterträdde 1998 Bernt Ericson som forskningschef vid Ericsson och blev senare teknisk direktör vid samma företag. Han började sin karriär vid företaget strax efter civilingenjörsexamen 1985 i teknisk fysik och elektroteknik vid Linköpings tekniska högskola och deltog i utvecklingen av GSM-systemet för mobiltelefoni innan han 1990 övergick till forskning inför det som skulle bli 3G. Efter att Carl-Henric Svanberg tillträdde som VD 2003 ökades Håkan Erikssons ansvar ytterligare och han ingick i företagets ledningsgrupp med befattningen teknisk direktör till och med januari 2012 då han efterträddes som CTO av Ulf Ewaldsson. 
Eriksson invaldes 2004 som ledamot av Ingenjörsvetenskapsakademien. I maj 2005 utnämndes han till hedersdoktor vid sitt gamla lärosäte, där han också är ledamot av universitetsstyrelsen. Från juni 2007 och till och med 2010 ingick han även i regeringens IT-råd.